# Sinartoria maolan
Espèce
Sinartoria maolan est une espèce d'araignées aranéomorphes de la famille des Lycosidae.

## Distribution
Cette espèce est endémique du Guizhou en Chine,. Elle se rencontre dans le xian de Libo.

## Description
La femelleholotype mesure 4,88 mm.

## Étymologie
Son nom d'espèce lui a été donné en référence au lieu de sa découverte, la réserve naturelle nationale de Maolan.

## Publication originale
- Lu, Zhang & Wang, 2025 : « Three new species of the wolf spider genus Sinartoria Wang, Framenau & Zhang, 2021 (Araneae, Lycosidae) from southern China. » ZooKeys, vol. 1244, p. 213–223.